# Robert Raikes
Robert Raikes  (Gloucester, 14 de setembro de 1736 — Gloucester, 5 de abril de 1811) foi um filantropo inglês e leigo anglicano, conhecido por sua promoção de escolas dominicais. Precursoras da educação pública e até 1831 tendo educando 1.250.000 crianças, elas são vistas como as primeiras escolas do sistema educacional público Inglês.
Raikes era filho mais velho de Maria Drew e Robert Raikes, um editor de jornal. Ele foi batizado em 24 de setembro de 1736 na igreja St Mary de Crypt em Gloucester. Em 23 de dezembro de 1767 ele se casou com Anne Trigge, com quem teve três filhos e sete filhas. Seu filho mais velho Reverendo Robert Napier Raikes teve um filho General Robert Napier Raikes do Exército Indiano.

## Escolas dominicais
Robert iniciou o movimento da Escola Dominical. Ele herdou um negócio de publicações de seu pai, tornando-se proprietário do Jornal de Gloucester em 1757.
O movimento começou com uma escola para os meninos das favelas. Raikes estava envolvido com os presos na casa de assistência aos pobres Poor Law (parte do sistema prisional na época) do condado e viu que seria melhor evitar o vício do que curá-lo. Ele viu a educação como sendo a melhor intervenção. O melhor horário disponível era aos domingo já que os meninos normalmente trabalhavam nas fábricas nos outros seis dias da semana. Os melhores professores disponíveis, eram leigos. O livro didático era a Bíblia, e o currículo inicialmente pretendido começava com a alfabetização, e em seguida, progredia para a catequese.

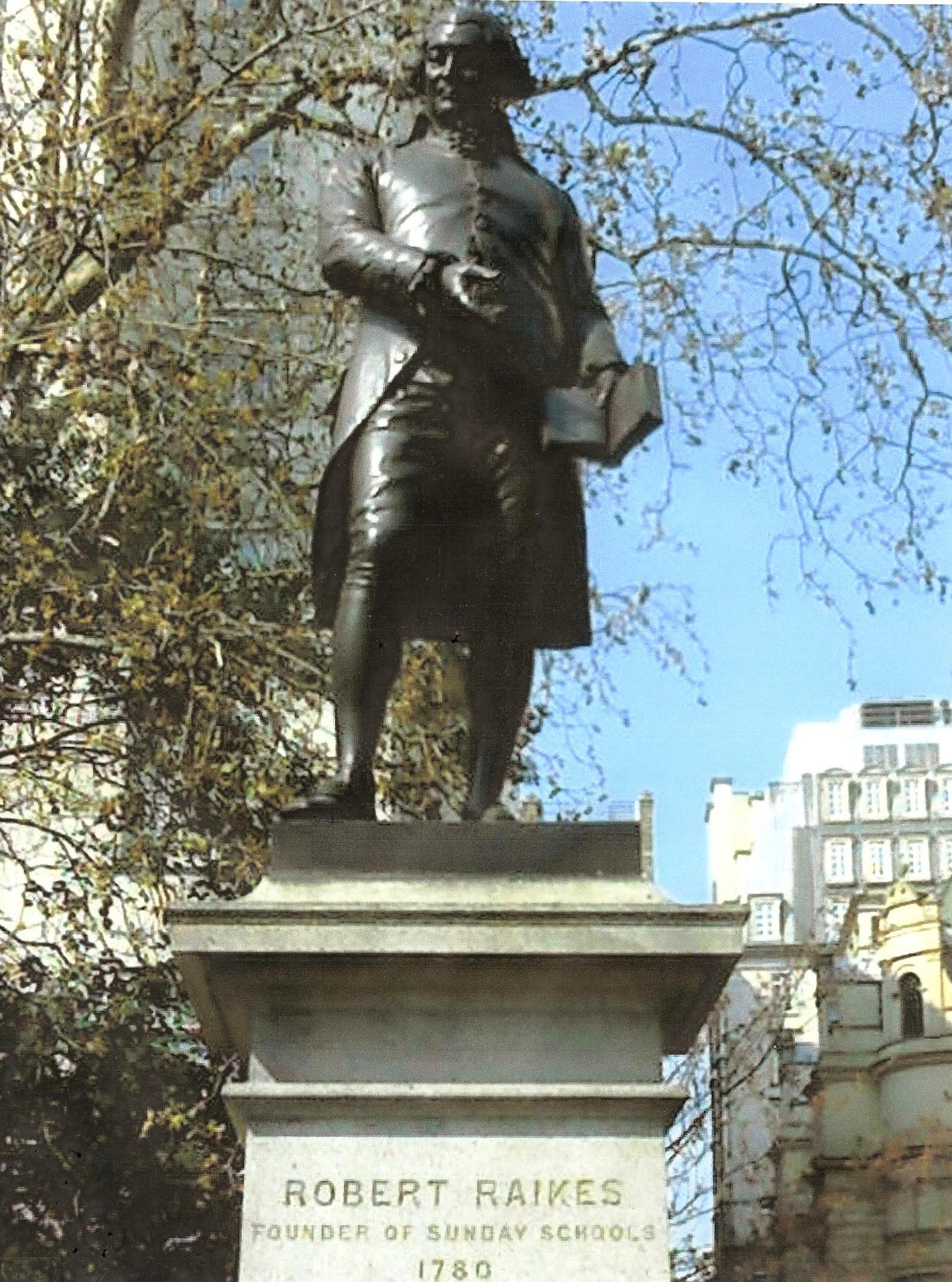
Estátua de Robert Raikes no Aterro entre o Rio Tamisa e o Hotel Savoy, em Londres

Raikes usava o jornal para divulgar as escolas e arcava com grande parte dos custos nos primeiros anos. O movimento começou em julho de 1780 na casa de uma certa senhora Meredith. Apenas meninos frequentavam, e ela ouvia as lições dos garotos mais velhos, que treinavam os mais jovens. Mais tarde, as meninas também passaram a frequentar. Dentro de dois anos, várias escolas abriram em Gloucester e na circunvizinhança. Ele publicou um relato em 3 de novembro de 1783 sobre Escolas Dominicais, em seu jornal, e depois a notícia do trabalho se espalhou através da revista Gentleman's Magazine,  e em 1784, numa carta à Revista Arminiana.
O calendário original para as escolas, como escrito por Raikes era "As crianças chegavam depois das 10h00 da manhã e ficam até o meio-dia, elas então iam para casa e retornavam às 13h00, e depois de ler uma lição, eram conduzidas para a Igreja. Depois da Igreja, tinham que se ocupar com a repetição o catecismo até após às 17h00, e depois eram dispensadas, com uma ordem de voltar para casa sem fazer qualquer barulho."
Havia controvérsias sobre o movimento nos primeiros anos. As escolas eram desdenhosamente chamadas de "Escolas Irregulares do Raikes".  Críticas formuladas incluíam as de que elas enfraqueceriam a educação religiosa dada no lar, que poderiam ser uma profanação do domingo,o dia do Senhor. O alto clero inglês tentou bloquear o avanço das escolas dominicais, pois temiam um desmembramento da unidade da igreja na Inglaterra. porém não logrou êxito e as escolas dominicais de Raikes foram a diante.
Até 1831, escolas dominicais na Grã-Bretanha ensinavam semanalmente 1.250.000 crianças, cerca de 25 por cento da população. Como essas escolas precederam a fundação das primeiras escolas públicas para o público em geral, elas são vistas como as precursores do atual sistema escolar Inglês.